# Pinus dalatensis
Pinus dalatensis är en tallväxtart som beskrevs av Yvette de Ferré. Pinus dalatensis ingår i släktet tallar, och familjen tallväxter. IUCN kategoriserar arten globalt som otillräckligt studerad. Utöver nominatformen finns också underarten P. d. procera.